# Zastava M88
Zastava M88 là loại súng ngắn bán tự động sản xuất bởi Zastava Arms tại Serbia. Dựa trên các thông số kỹ thuật thiết kế thì nó là phiên bản nâng cấp của khẩu Tokarev mẫu M57 và M70A với điểm khác biệt chính là nó sử dụng loại đạn 9x19mm Parabellum khiến nó trở nên dễ dàng hơn cho việc xuất khẩu. Một mẫu biến thể của nó gọi là M88A có thêm nút khóa an toàn. M88 được thấy sử dụng một cách hạn chế trong lực lượng cảnh sát và quân sự tại Serbia và Montenegro nhưng sau đó nó đã bị thay thế bởi loại súng mạnh hơn là CZ 99. Từ khi đó nó trở nên thông dụng trong dân sự cũng như một loại súng bắn tập trong lực lượng quân sự tại Serbia. M88 cũng được xuất khẩu sang Hoa Kỳ và bản quyền do EAAcorp giữ, tại đó nó được sửa chữa để có thể sử dụng loại đạn .40 S&W.